# Front national démocratique populaire
Le Front national démocratique populaire (FNDP) est un rassemblement d’organisations s’opposant au régime de Moussa Traoré au Mali. Il a été créé en décembre 1986 au Sénégal par le Parti malien du travail (PMT) de Soumeylou Boubèye Maïga, le Parti malien pour la révolution et la démocratie (PMRD) de Mamadou Lamine Traoré et le Front démocratique des patriotes maliens (FDPM) de Bassirou Diarra et Tidiane Badian Kouyaté. 